# زهرة سيغال
زهره سيغال (بالإنجليزية: Zohra Sehgal)‏ (و. 1912 – 2014 م) هي ممثلة، وراقصة، ومصممة رقص، وممثلة مسرحية، وممثلة أفلام من الهند . ولدت في سهارنبور .
توفيت في نيودلهي، عن عمر يناهز 102 عاماً.

## جوائز
حصلت على جوائز منها:
- جائزة سانجيت ناتاك أكاديمي  [لغات أخرى]‏
- بادما شري
- بادما وبھوشن [الإنجليزية]‏.

## روابط خارجية
- زهرة سيغال على موقع IMDb (الإنجليزية)
- زهرة سيغال على موقع ألو سيني (الفرنسية)
- زهرة سيغال على موقع أول موفي (الإنجليزية)
- زهرة سيغال على موقع قاعدة بيانات الأفلام السويدية (السويدية)
- زهرة سيغال على موقع قاعدة بيانات الفيلم (الإنجليزية)
- زهرة سيغال على موقع كينوبويسك (الروسية)